# Fredrik Karlström
Fredrik Karlström (Estocolmo, Suecia, 12 de enero de 1998) es un jugador profesional sueco de hockey sobre hielo que se desempeña en la posición de centro en Dallas Stars, equipo de la National Hockey League (NHL).

## Carrera
Fue seleccionado en la tercera ronda en la NHL Entry Draft de 2016. En 2021 hizo su debut profesional con el equipo Dallas Stars, donde lleva jugando dos temporadas.